# 컨트롤제트
《컨트롤제트》는 매주 일요일 미티 작가가 연재하는 네이버 웹툰이다. 사람의 기억을 지우는 노트북을 소재로 한 웹툰이다.

## 스토리
대학생 서기혁은 초등학교 때부터 돈을 벌어오고 3시간만 자고 공부한 결과 명문대 합격에 성공하지만 94명을 살해하고 자신도 자살한 서민철의 아들이라는 이유로 주변에 괄시를 받아 왔었다 여학생들이 자신의 험담을 해 폭행하는 사건이 일어나고 경찰서까지 가게 되었는데 배원호 반장이 서민철의 유품을 주었다 그것은 다름 아닌 고물 노트북 서기혁은 집으로 돌아와서 노트북을 던지지만 그 노트북은 보통 노트북이 아닌데...... 그것은 기억을 지우는 컨트롤 제트라는 노트북이다!

## 컨트롤 제트
노트북처럼 생겼으며사람의 기억은 물론 컴퓨터 파일까지 지워버린다 기억은 사진으로 표시되며 현재에 존재하는 증거물은 제거가 불가하며 직접 수거해야 한다 증거를 만지면 기억이 돌아온다  

## 등장인물
- 서기혁

코피 쏟아가면서 공부해서 명문대를 진학했고 꾸준한 운동으로 근육질 몸매를 만들었다. 하지만 세상이 바라보는 그는 희대의 연쇄살인범 서민철의 아들에 불과했다. 어느날, 소동을 일으켜 경찰서에 오게 됐고 아빠 사건을 담당한 배원호를 만나 아빠의 유품이라는 노트북을 건네받았다. 처음엔 아빠 물건이라면 보기도 싫어했지만 곧 호기심이 생겨 노트북을 켰다. 이후 그 노트북이 인간의 기억을 지워버리는 노트북이란걸 알고는 자신이 살인자의 아들이라는 기억을 세상에서 지워버렸다. 이후 여자친구도 사귀는 등 남들과 평범한 일상을 누리지만 곧 노트북 성능을 시험해본답시고 여러 가지 범죄에 손을 대다 일이 복잡해졌다.
- 배원호

울서경찰서 소속 강력형사. 서민철의 연쇄살인사건을 담당했다. 소동을 일으켜 경찰서에 온 기혁에게 민철의 노트북을 쥐어준 장본인. 이후에는 기혁이 노트북을 써버려 이 일이 없던일이 됐지만 강력형사의 직감으로 금세 다시 기억해냈고 자신을 처음 만난것처럼 행동하는 그를 수상히 여긴다. 그러다 기혁이 하나뿐인 딸 희지까지 데려가버리자 필사적으로 그를 쫓는다. 하지만 기혁에게 당해 살인누명을 쓰고 전과자 신세가 됐고 딸은 세상에서 없는 존재가 되고 말았다. 처음에는 세상에서 사라진 딸을 찾기위해 고군분투하는 부성애 가득한 모습을 보여주며 독자들의 열렬한 지지를 받았지만 56화에서 기혁이 살인자의 아들이라고 만천하게 드러낸 장본인이란게 밝혀지고 나선 비호감으로 전락했다.
- 故 배희지

원호의 딸이자 기혁의 여자친구. 전부터 바람기가 심한 남자친구때문에 스트레스가 심했는데 그 남자친구가 기껏 불러내서 다른여자 속옷을 자랑스럽게 보여주는걸 보고는 완전히 정나미가 떨어져 이별을 통보했다. 그리고 기혁으로 갈아탔다. 한날은 기혁이 샤워하러 간 사이 그의 노트북에 사용자 등록을 해버렸고 이때부터 행동이 달라진 기혁을 수상히 여긴다. 그러다 노트북의 비밀을 알고나서는 자신과 계속 함께하고 싶다면 노트북을 없애버리라고 하지만 기혁이 거부하자 자신이 하겠다며 망치를 꺼내들었다. 하지만 다음 장면에서는 머리에 피를 흘린채로 죽어있었다. 이를 두고 독자들은 기혁이 망치로 내리찍어 살해했거나 다른 노트북 사용자가 살해한 다음 기혁에게 누명을 썼다는 추측을 했다.
- 서민철

기혁의 아버지. 부녀자 15명을 살해한 희대의 살인자로 악명높았다.